# Trimorus opacus
Trimorus opacus är en stekelart som först beskrevs av Thomson 1859.  Trimorus opacus ingår i släktet Trimorus, och familjen gallmyggesteklar. Arten är reproducerande i Sverige.